# Kifu
Le terme kifu (棋譜), du chinois : 棋谱 ; pinyin : qípǔ, désigne en japonais le diagramme d'une partie, en particulier au go.
Un kifu représente la grille du goban (19 lignes par 19 colonnes) et l'ensemble des pierres jouées avec leur numéro. Autrefois noté exclusivement sur papier, les kifu sont désormais disponibles sous la forme de fichiers informatiques (le plus souvent au format SGF). Il existe aussi des gadgets électroniques tenant dans la paume de la main qui permettent de noter le kifu d'une partie, et, plus récemment, des applets pour smartphones.

## Parties de professionnels
Un grand nombre de kifu de l'époque d'Edo ont survécu et permettent d'étudier les parties des anciens maîtres de go. Seuls les plus célèbres de ces kifu ont été publiés, en particulier ceux de Hon'inbō Shūsaku, des milliers d'autres n'étant disponibles qu'à la Nihon-kiin au Japon.

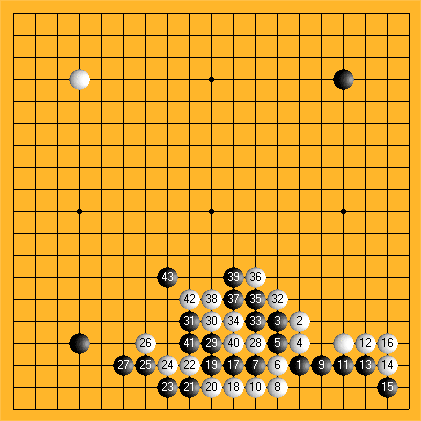
Wang Jixin contre Yushan Laoyu (Chine antique, dynastie Tang, vers l'an 700)
Après le coup 43 (extraordinaire pour l'époque), brisant les deux escaliers, Blanc abandonne.

Les kifu des parties récentes de professionnels sont presque tous téléchargeables au format SGF sur certains sites Internet comme Gobase. L'étude de ces kifu est généralement considérée comme l'une des meilleures façons de progresser pour les joueurs forts. En français, on utilise souvent le terme « poser une partie » pour désigner cette activité, qui consiste à rejouer seul sur un goban la partie notée par le kifu.

## Intérêt des kifus
L'usage des kifus pour noter les parties de go est très différent de la notation algébrique des parties d'échecs qui indiquent les coordonnées de chaque pièce déplacée. Cette notation est rendue possible car le jeu d'échecs se déroule sur un plateau de taille relativement restreinte (64 cases). Au contraire, le jeu de go prend place sur un goban aux dimensions très importantes en comparaison (361 intersections). Une notation algébrique d'une partie de go serait peu parlante à un joueur humain, et une notation graphique de la partie donne une idée plus concrète. Un kifu n'est finalement rien d'autre qu'une sorte de photo du goban en fin de partie, où chaque pierre est identifiée par un numéro pour indiquer le moment où elle a été jouée.
Les échecs sont par nature un jeu très dynamique, chaque pièce étant déplacée de nombreuses fois. Une image d'une partie d'échecs est donc d'un intérêt relatif puisqu'il faudrait une photo pour chaque coup joué. En revanche, cette image est possible pour le jeu de go, qui est particulièrement statique puisque les pierres ne sont jamais déplacées et qu'en dehors de certains cas peu fréquents, on ne rejoue presque jamais deux pierres au même endroit.
Lorsqu'une pierre est rejouée au même endroit qu'une autre (typiquement lors des batailles de ko), le kifu l'indique généralement dans la marge. Par exemple : "coup 54 en 21".

## Difficulté d'usage
Jusqu'à un certain niveau, les joueurs trouvent difficile de reposer une partie à partir d'un kifu car il faut trouver dans l'ordre les numéros de chaque pierre. Les joueurs expérimentés connaissent cependant suffisamment le jeu pour deviner l'emplacement de la plupart des coups, ce qui leur permet de lire un kifu avec aisance. Un professionnel peut reconstituer et comprendre la totalité d'une partie à partir d'un kifu, sans poser les pierres sur un goban.
Pour les autres, la presse présente souvent les parties à l'aide de plusieurs diagrammes. Par exemple, l'un pour montrer les coups 1 à 100, l'autre pour les coups 101 à 200, etc.

## Papier à kifu

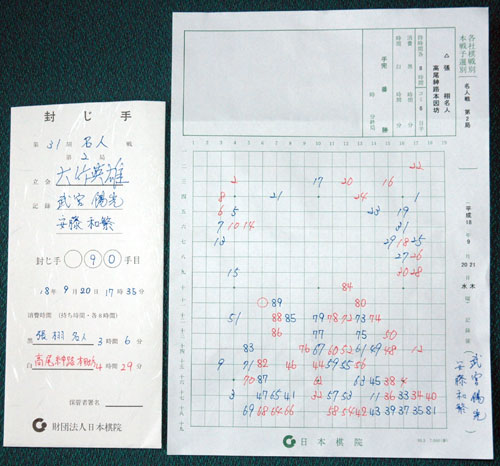
Un kifu japonais moderne

Le papier à kifu contient des grilles vides représentant le goban. On en trouve en vente dans les pays asiatiques, en particulier au Japon sous le terme 碁罫紙 (gokeishi). Noter ses parties est nettement plus fastidieux au jeu de go qu'aux échecs, et dans la pratique le papier à kifu est utilisé lors de parties sérieuses entre des joueurs forts.
Lors des parties de titre entre professionnels, une personne est spécialement chargée de noter la partie sur un kifu, ce qui comprend : l'emplacement de chaque coup mais aussi le temps de réflexion utilisée par le joueur. Une scène du manga Hikaru no go montre cette activité particulière.